# دانيال فيتزغيبون
دانيال فيتزغيبون (بالإنجليزية: Daniel Fitzgibbon)‏ هو متسابق يخت أسترالي، ولد في 15 يونيو 1976 في Manly, Queensland ‏ في أستراليا.

## وصلات خارجية
- دانيال فيتزغيبون على موقع الاتحاد الدولي للملاحة الشراعية (موقع جديد) (الإنجليزية)
- دانيال فيتزغيبون على موقع الاتحاد الدولي للملاحة الشراعية (موقع قديم) (الإنجليزية)
- دانيال فيتزغيبون على موقع Paralympic.org (الإنجليزية)
- دانيال فيتزغيبون على موقع اللجنة البارالمبية الأسترالية (الإنجليزية)